# Liste d'œuvres poétiques sur la Shoah

## Anthologies
- Paroles de déportés, préface de Jorge Semprún, FNDIRP - Éditions de l'Atelier, 2001.
- Anthologie des poèmes de Buchenwald, Association française Buchenwald-Dora et Kommandos, Éditions Tirésias, 1995
- Empreintes - Poèmes et dessins des prisons et des camps de concentration nazis, FNDIRP, 1990
- La Poésie concentrationnaire : visage de l'homme dans les camps hitlériens, 1940-1945, Seghers, 1975.
- Anthologie de la poésie européenne concentrationnaire, Presses universitaires de Reims / FNDIRP, 1995

## A
- Israel Aszendorf, Ṿey un Lander : lider, Douleur sans foyer,  Paris, Bikher fun Yidishn pen Club, 1950.

## B
- Bruck Edith : Le tatouage (Il tatuaggio), 1975 ; Monologue (Monologo), 1990 ; réunis dans l'anthologie Vers vécus (Versi vissuti) en 2018 ; Temps (Tempi), 2021. Choix de poèmes parmi ces recueils publiés dans Pourquoi aurais-je survécu ?, Poèmes, Éd.Rivages Poche Petite Bibliothèque, 2022.

## C
- Jean Cayrol, Poèmes de la nuit et du brouillard ; suivis de Larmes publiques, Seuil, 1995
- Paul Celan:
  - Pavot et mémoire, 1952, trad. Valérie Briet, Christian Bourgois, 1987
  - Strette & autres poèmes, trad.  Jean Daive, Mercure de France, 1990
  - La Rose de personne : Edition bilingue français-allemand, Points Poésie, 2007
  - Fugue de la mort (1950c)

## D
- Charlotte Delbo (1913-1985) : Voir : Liste de romans sur la Shoah. Récits et poèmes dans : Auschwitz et après, Vol. I : Aucun de nous ne reviendra, Les Éditions de Minuit ; 1970, Vol. II : Une connaissance inutile, Les Éditions de Minuit, 1970 ; Vol.III : Mesure de nos jours, Les Éditions de Minuit, 1971.

## F
- Itzik Fefer, Di Shotns fun Varshever Geto, New-York: Yiddisher kultur Farband, 1945
- Kalmen Fridman, Lukhot, Jerusalem, 1964; Poèmes concernant la shoah par un auteur qui a vécu toutes ses horreurs. Souvenirs de Varsovie

## G
- Jacob Glatstein:
  - Seulement une voix, Buchet-Chastel, 2007
  - I Keep Recalling:  The Holocaust Poems of Jacob Glatstein.  KTAV Publishing House, 1993.

## H
- Halkin Shmuel, Lider fun tfise un lager,  Tel-Aviv : Farlag “Yiśroel-bukh”, Hilfsfond far Yidish-shafung, 1988.
- Binem Heller:
  - Durkh shotn un shayn. Lodz, Yidish-bukh, 1948.
  - In Varshever geto iz hoydesh Nisn, Tel-Aviv : Y.L. Perets, 1973.
- Abraham Joshua Heschel,  Ineffable Name of God: Man Poems in Yiddish and English, Continuum Publishing Group, 2007

## K
- Ytshak Katzenelson, Le chant du peuple juif assassiné, Dos lid funem oysgehargetn yidishn folk, traduit du yiddish par Batia Baum. Présenté par Rachel Ertel ; édition française Zulma 2007,  (ISBN 2-8430-4408-1)
- Kehos Kliger, Di velt farbet mikh shtarbn : Lider un balades (1943-1948), (Le Monde m'invite à mourir), Buenos-Aires : S.éd., 1950
- Meyshe Knapheys, Levone-Krikher, WatiB (Les Marcheurs sous la lune), Paris : Pen-Club, 1951. Poèmes autobiographiques. L'enfance, la vie à Varsovie, la révolte du ghetto de Varsovie

## M
- Peretz Markish, Guerre, Editions de langue yiddish, 1948

## R
- Chava Rosenfarb
  - Di balade fun nekhtikn velt, Londres, 1947. Poèmes écrits dans le ghetto de Lodz (1940-44), dans le camp d'extermination de Losel (Hambourg) et, après la libération, à Bruxelles.
  - Dos lid fun dem yidishn kelner Avram, Londres, Moyshe Over, 1948. Ce poème retrace la vie d'un garçon de restaurant et de sa famille, depuis l'enfance jusqu'à l'extermination par les Allemands en 1943.

## S
- Nelly Sachs:
  - Eli. Lettres. Énigmes en feu, traduit par Martine Broda, Hans Hartje, Claude Mouchard,  Belin, 1989
- Moshe Schulstein:
  - Baym pinkes fun Lublin : dramatisher hizoyen in a kupe ash, Paris,  M. Shulshteyn, 1966.
  - A boym tsvishn hurves : lider un poèmes, Oyfsnay, 1947.
- Avrom Sutzkever:
  -  Di festung : lider un poèmes : geshribn in vilner Geto un in vald 1941-1944, New York : Ikuf, 1945
  - Lider fun geto, New York : Ykuf, 1946 (poèmes)
  - Di ershte nakht in geto, Tel-Aviv : Ed. Di goldene keyt, 1979 (poèmes)
  - Où gîtent les étoiles, Dortn vu es nekhtikn di shtern, Seuil, 1989
- Wladyslaw Szlengel, Co czytalem umarlym: Wiersze getta Warszawskiego, Warsaw PiW, 1979.